# Brandon (Florida)
Brandon è una città dello stato americano della Florida, nella contea di Hillsborough.